# Santiuste de Pedraza
Santiuste de Pedraza (manchmal auch nur als La Mata bezeichnet) ist Ort und eine aus mehreren Weilern (pedanías) und Einzelgehöften (fincas) bestehende nordspanische Gemeinde (municipio) mit 85 Einwohnern (Stand: 2024) in der Provinz Segovia in der Autonomen Gemeinschaft Kastilien-León.

## Lage und Klima
Die aus den Weilern Chávida, La Mata de Santiuste, Requijada, Santiuste de Pedraza und Urbanos bestehende Gemeinde liegt teilweise am Río Sordillo; sie befindet sich etwa 27 bis 32 km (Fahrtstrecke) nordöstlich von Segovia in einer Höhe von etwa 1110 m. Das Klima ist im Winter rau, im Sommer dagegen gemäßigt bis warm; Regen (ca. 525 mm/Jahr) fällt übers Jahr verteilt.

## Bevölkerungsentwicklung
| Jahr      | 1857 | 1900 | 1950 | 2000 | 2017 |
| Einwohner | 344  | 489  | 432  | 102  | 99   |

Infolge der zunehmenden Trockenheit, der Mechanisierung der Landwirtschaft und des daraus resultierenden geringeren Arbeitskräftebedarfs ist die Zahl der Einwohner seit der Mitte des 20. Jahrhunderts stark rückläufig; hinzu kommt die Aufgabe von zahlreichen bäuerlichen Kleinbetrieben.

## Wirtschaft
Die Landwirtschaft, vor allem die Milch- und Weidewirtschaft, spielte über Jahrhunderte die bedeutendste Rolle im auf Selbstversorgung ausgerichteten Wirtschaftsleben der Gemeinde. Die Verbesserung der Infrastruktur im 20. Jahrhundert  führte zu einer Regionalisierung der Absatzmärkte.

## Geschichte
Zur Geschichte der Gemeinde sind nur wenige Informationen verfügbar; Kelten, Römer, Westgoten und auch die im 8. Jahrhundert bis weit in den Norden vorgedrungenen arabisch-maurischen Heere haben keine Spuren hinterlassen. Im Jahr 1085 eroberte Alfons VI. die Gegend zurück (reconquista), die anschließend von Christen aus dem Norden und Süden der Iberischen Halbinsel besiedelt wurde (repoblación).

## Sehenswürdigkeiten
Santiuste de Pedraza
- Von der im Jahr 1930 abgebrannten romanischen Kirche San Justo y San Pastor stehen nur noch Ruinen.

Requijada
- Die im ausgehenden 11. Jahrhundert erbaute und im Jahr 1969 restaurierte dreischiffige romanische Einsiedlerkirche (ermita) Nuestra Señora de las Vegas steht gut 1,5 km östlich des Weilers Requijada. Ihre Südvorhalle (portico oder galería porticada) entspricht mit ihrer leicht asymmetrischen Gestaltung denjenigen von Sotosalbos und Duratón. Die Archivolten des mit vegetabilischen und abstrakt-geometrischen Reliefs (darunter auch ein Klötzchenfries) verzierten Eingangsportals tragen noch Farbspuren einer älteren Bemalung, die ebenfalls geometrische Motive imitiert. In den Zwickeln links und rechts der Archivolten stehen die beiden Figuren einer Verkündigungsgruppe. Die drei Kirchenschiffe werden von einem hölzernen Dachstuhl gedeckt.

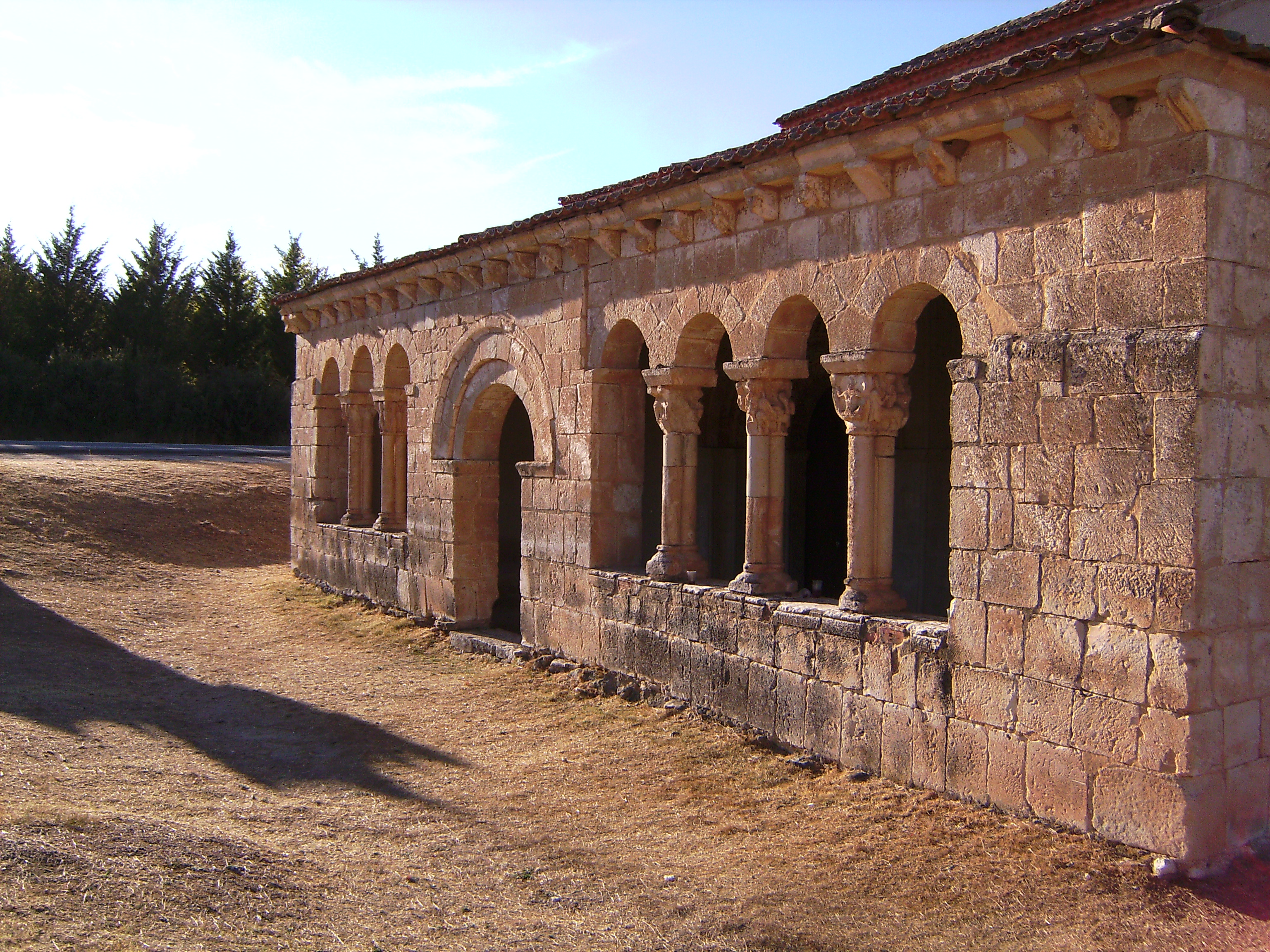
Südvorhalle
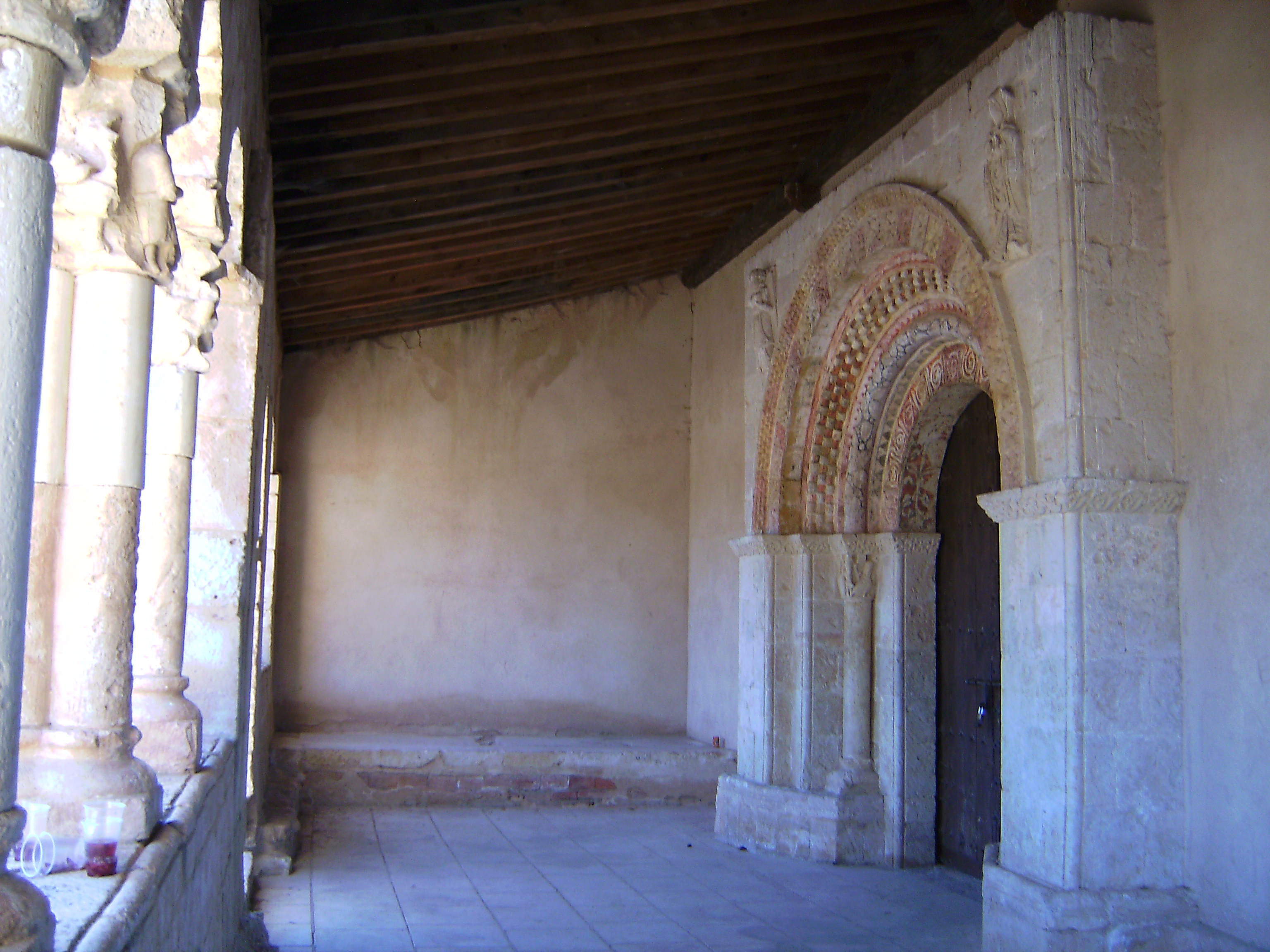
Südvorhalle (innen)
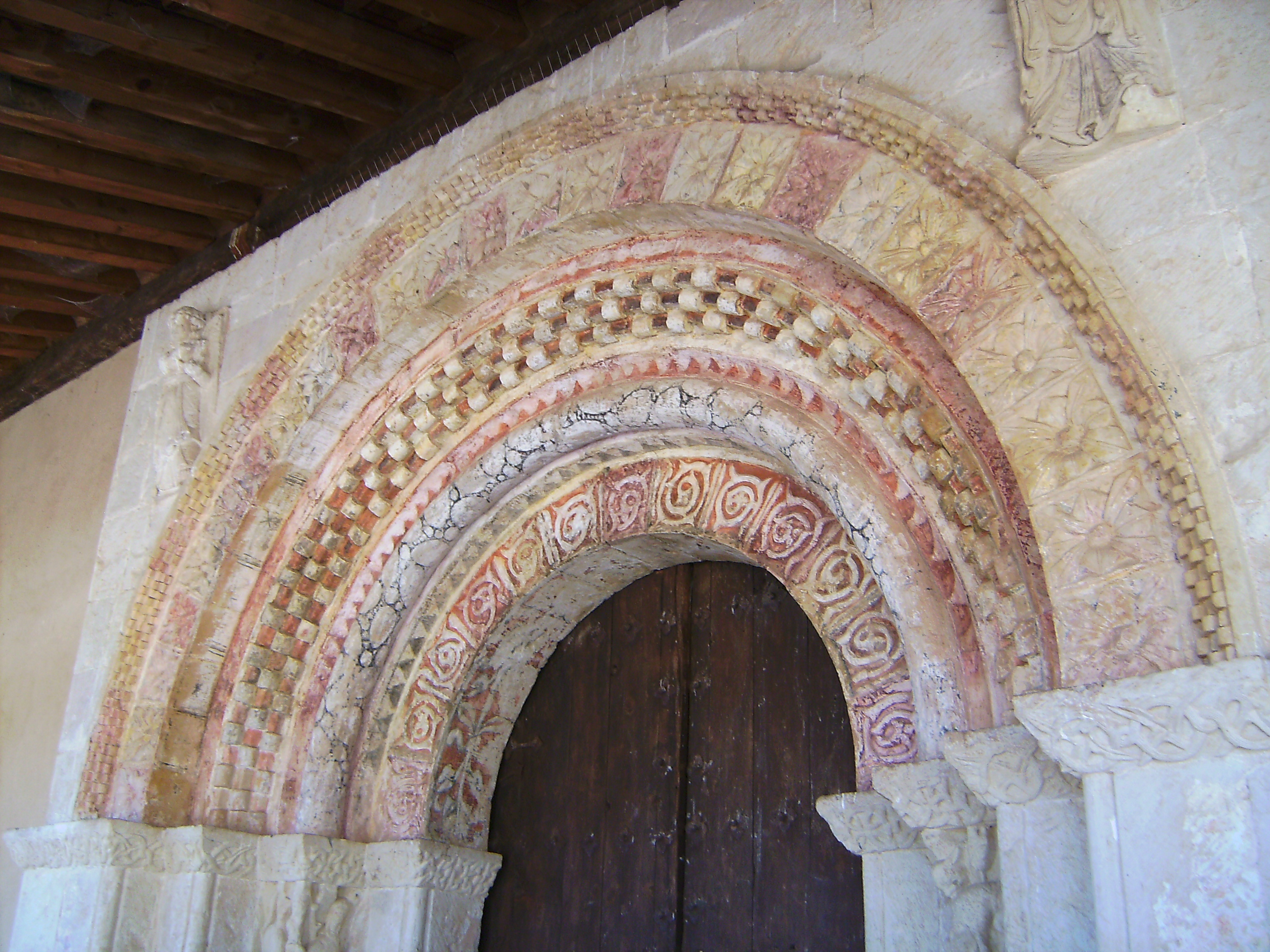
Portal (Detail)
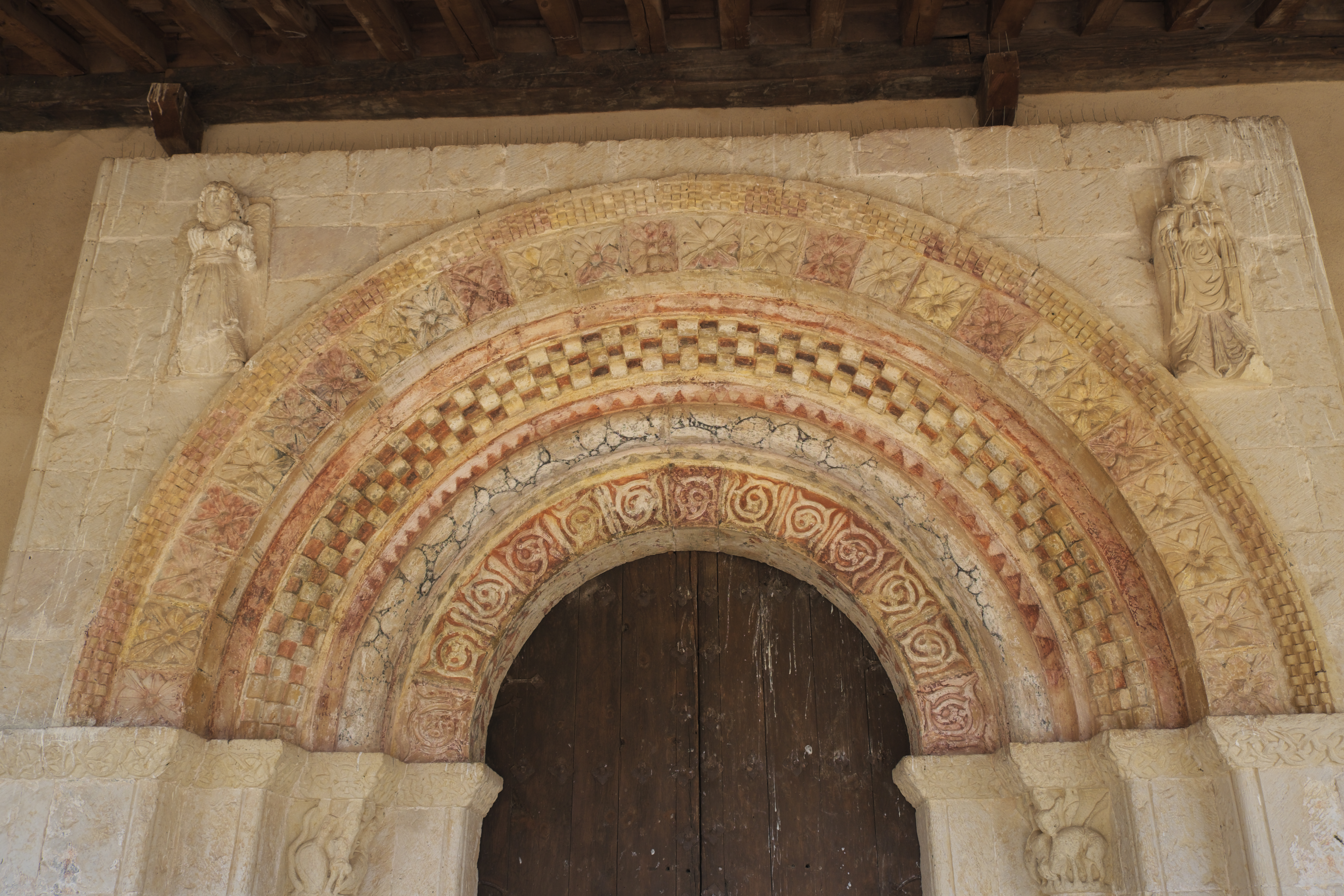
Portal (Detail)
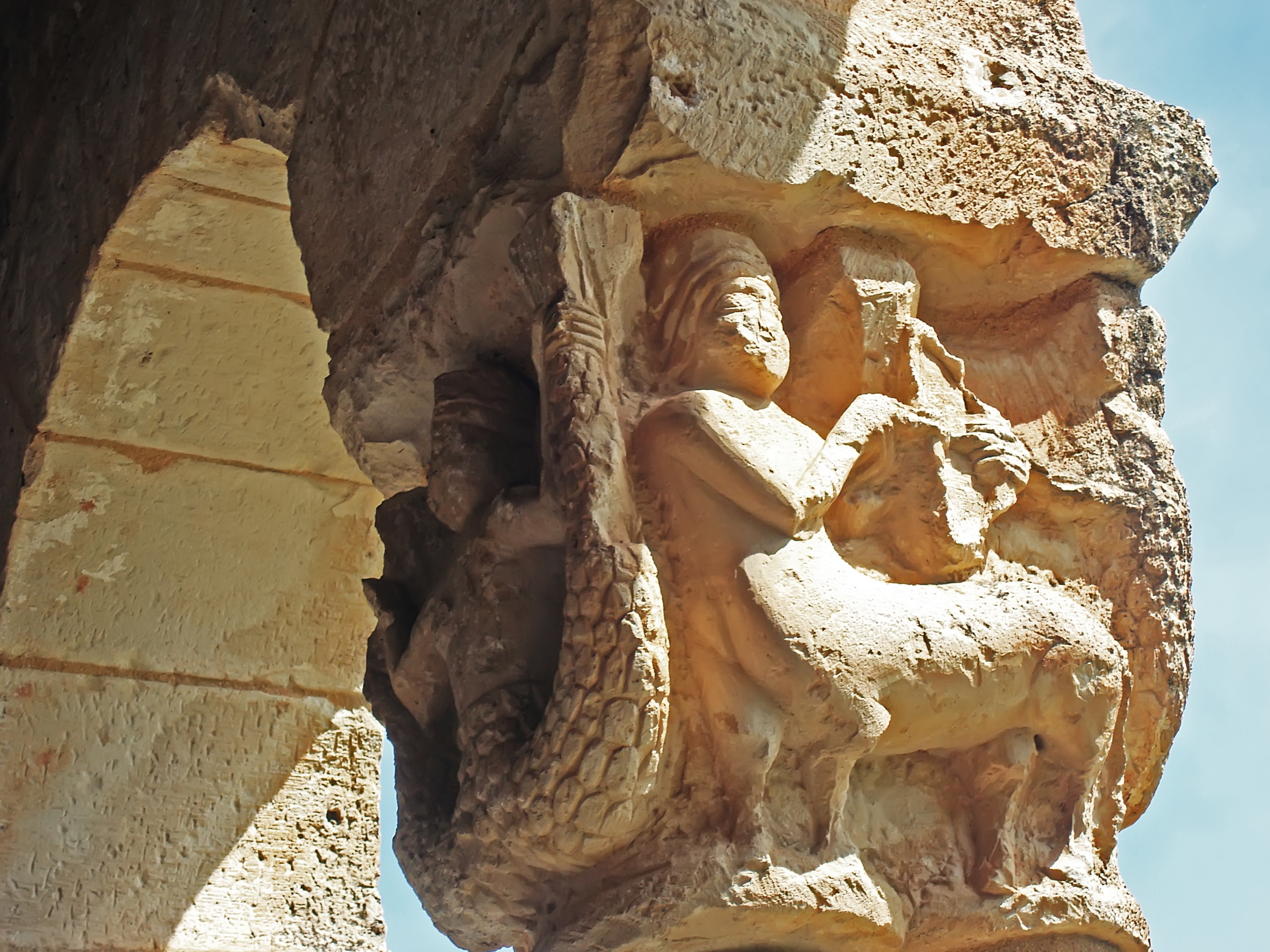
Kapitell mit Sirenen und Zentauren
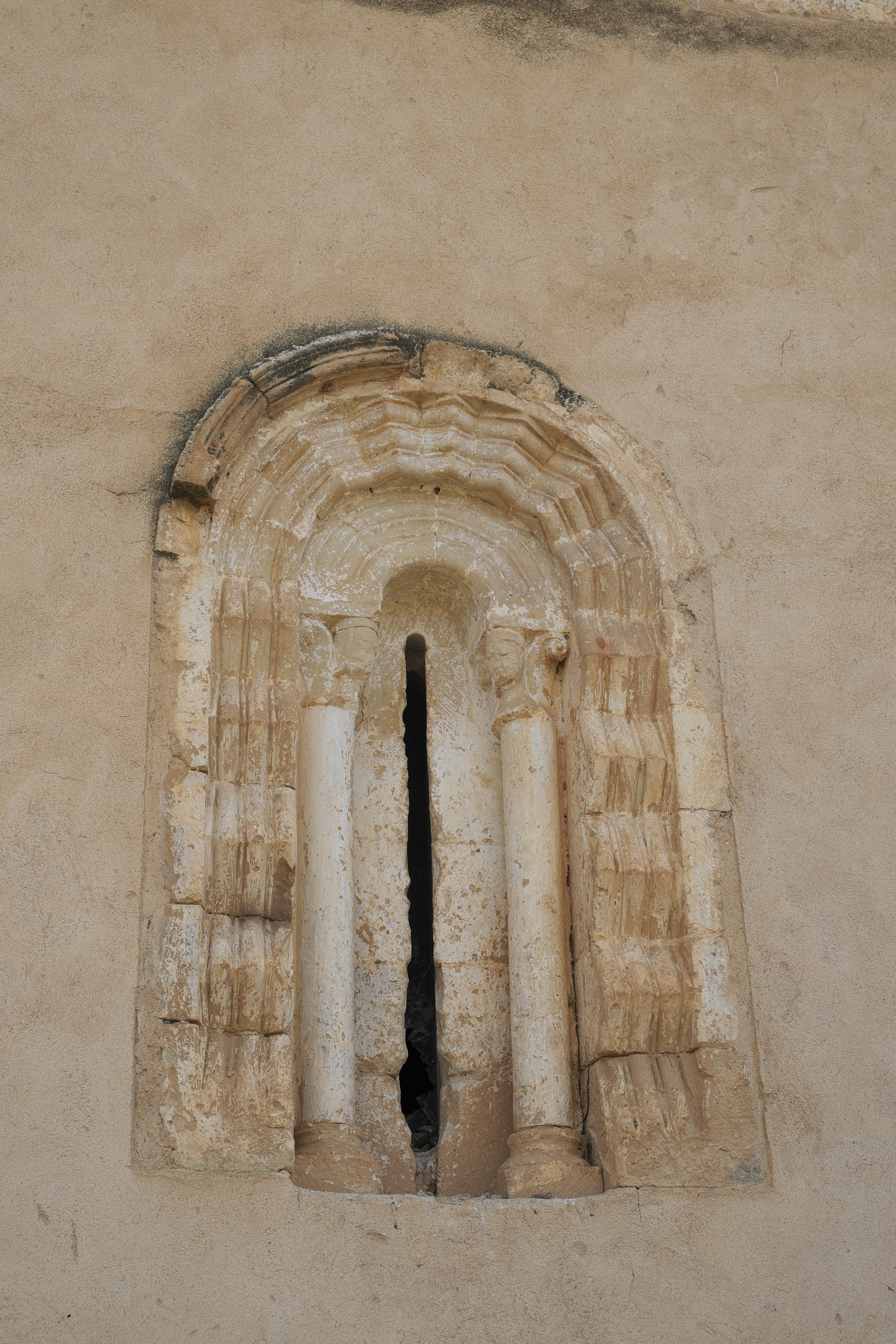
Fenster mit gezackter Rahmung